# Wujal Wujal Shire
Koordinaten: 15° 57′ S, 145° 19′ O

Das Aboriginal Shire of Wujal Wujal ist ein lokales Verwaltungsgebiet (LGA) im australischen Bundesstaat Queensland. Das Gebiet ist 11,8 km² groß und hat etwa 270 Einwohner.

## Geografie
Das Shire liegt im Norden des Staats auf der Kap-York-Halbinsel an den Ausläufern des Bloomfield River inmitten von Waldgebiet etwa 125 km nördlich von Cairns. Einzige Siedlung ist das direkt am Fluss gelegene Wujal Wujal.

## Geschichte
1886 wurde am Fluss die Lutheran Bloomfield River Mission für die Ureinwohner gegründet. Ab 1979 kehrten die Aborigines vom Volk der Kuku Yalarni in das Gebiet zurück, sie siedelten im Gebiet der ehemaligen Mission und nannten es Wujal Wujal nach ihrer Bezeichnung der 40 Meter hohen Wasserfälle des Bloomfield River. Später wurde das Gebiet unter eingeschränkte lokale Selbstverwaltung der Ureinwohner gestellt und erhielt den Status eines Aboriginal Shire.

## Verwaltung
Der Wujal Wujal Council hat fünf Mitglieder. Der Mayor (Bürgermeister) und vier weitere Councillor werden von allen Bewohnern des Shires gewählt. Die LGA ist nicht in Wahlbezirke unterteilt.